# یلنا گودینا
یلنا گودینا (روسی: Елена Михайловна Година) زادهٔ ۱۷ سپتامبر ۱۹۷۷) یک بازیکن والیبال اهل روسیه است.